# Bajt al-Kuran

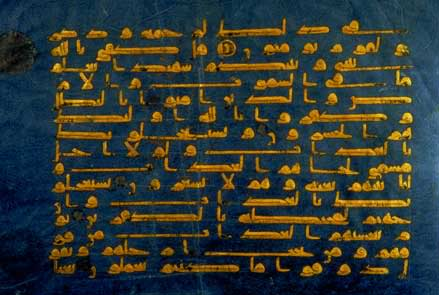
jeden z manuskryptów Koranu w instytucie

Bajt al-Kuran (arab. بيت القرآن, Bayt al-Qurʾān, tłum. Dom Koranu) – instytut poświęcony Koranowi, położony w Manamie (Bahrajn).
Instytut ufundowany przez Abd al-Latifa Dżasima Kanu oraz ze składek społecznych otwarto w 1990. Mieści się w specjalnie dla niego zaprojektowanym i zbudowanym budynku o fasadach z teksturowanego betonu, ozdobionych wersetami z Koranu zapisanymi pismem kufickim. Charakter budynku podkreśla minaret, nawiązujący do XI wiecznego meczetu w Chamis o wysokości 44,2 metra.
W skład instytutu wchodzą, mieszczące się w tym samym budynku:
- Biblioteka zawierająca ponad 20 tysięcy książek i manuskryptów po arabsku, angielsku i francusku. Tematyką większości książek jest islam oraz jego kultura. Biblioteka ma czytelnię ogólną oraz pokoje do pracy badaczy i specjalistów.
- Audytorium na 150 miejsc - miejsce wykładów oraz konferencji.
- Sala modlitw mogąca pomieścić 150 osób, przykryta witrażową kopułą
- Szkoła studiów koranicznych, mająca 7 nowocześnie wyposażonych sal lekcyjnych. W 2002 w szkole było zarejestrowanych 127 kobiet i 85 dzieci[1]
- Muzeum Al-Hajat - eksponujące w 10 hallach manuskrypty i druki Koranu (najstarsze pochodzące z VIII wieku), pokazujące różne sposoby kaligrafii, iluminacji Koranu, a także ciekawostki (ozdobiony haftowanym wersetem fragment kiswy czy inskrypcje na ziarnach ryżu i różnojęzyczne wydania Koranu). Częścią stałej wystawy są też artefakty sztuki arabskiej ze zbiorów Abd al-Latifa Dżasima Kanu.